# Anton Haus
Pour les articles homonymes, voir Haus.
 (avril 2025).
Anton Haus, né le 13 juin 1851 à Tolmein (Littoral autrichien) et mort le 8 février 1917 à Pula, est un amiral austro-hongrois. Il fut commandant en chef de la marine austro-hongroise durant la Première Guerre mondiale, avec le rang de Großadmiral à partir de 1916.